# Lars-Göran Arwidson
Lars-Göran Arwidson (* 4. April 1946 in Malung, Dalarna) ist ein ehemaliger schwedischer Biathlet, der 1968, 1972 und 1976 an Olympischen Winterspielen teilnahm.
Arwidson gewann bei den Olympischen Winterspielen 1968 in Grenoble die Bronzemedaille mit der 4 × 7,5-km-Staffel und belegte über 20 km den 17. Platz. 1972 in Sapporo gewann er Bronze über die 20-km-Distanz und wurde Fünfter mit der 4 × 7,5-km-Staffel. Bei seiner dritten Teilnahme an Olympischen Winterspielen 1976 in Innsbruck belegte er den 10. Platz im Einzelrennen sowie den 8. Platz mit der Staffel.